# Fontenu
Fontenu település Franciaországban, Jura megyében. Lakosainak száma 73 fő (2022. január 1.). Fontenu Mont-sur-Monnet, Chevrotaine, Doucier, Marigny, Saffloz és Songeson községekkel határos.

## Népesség
A település népességének változása:
| Lakosok száma | 52   | 47   | 35   | 48   | 71   | 74   | 75   | 75   | 75   | 73   |
|               | 1968 | 1982 | 1990 | 2006 | 2013 | 2015 | 2017 | 2019 | 2020 | 2022 |